# Olympische Sommerspiele 2000/Teilnehmer (Finnland)
| Gelbes Symbol für Goldmedaillen mit stilisierten Olympischen Ringen | Graues Symbol für Silbermedaillen mit stilisierten Olympischen Ringen | Braundes Symbol für Bronzemedaillen mit stilisierten Olympischen Ringen |
| ------------------------------------------------------------------- | --------------------------------------------------------------------- | ----------------------------------------------------------------------- |
| 2                                                                   | 1                                                                     | 1                                                                       |

Finnland nahm an den Olympischen Sommerspielen 2000 in der australischen Metropole Sydney mit 70 Athleten, 30 Frauen und 40 Männern, in 16 Sportarten teil.
Seit 1908 war es die 21. Teilnahme Finnlands an Olympischen Sommerspielen.

## Flaggenträger
Der Hammerwerfer Olli-Pekka Karjalainen trug die Flagge Finnlands während der Eröffnungsfeier im Stadium Australia.

## Medaillengewinner
Mit zwei gewonnenen Gold-, einer Silber- und einer Bronzemedaille belegte das finnische Team Platz 31 im Medaillenspiegel.
| M | Name                            | Sportart       | Wettkampf                         |
| - | ------------------------------- | -------------- | --------------------------------- |
|   | Arsi Harju                      | Leichtathletik | Kugelstoßen                       |
|   | Jyrki Järvi und Thomas Johanson | Segeln         | 49er                              |
|   | Juha Hirvi                      | Schießen       | Kleinkaliber, Dreistellungskampf  |
|   | Marko Yli-Hannuksela            | Ringen         | Weltergewicht, griechisch-römisch |

## Teilnehmer nach Sportarten

### Badminton
- Jyri Aalto
Einzel: 17. Platz

- Anu Weckström-Nieminen
Frauen, Einzel: 17. Platz

### Bogenschießen
- Miika Aulio
Einzel: 38. Platz

- Jari Lipponen
Einzel: 50. Platz

- Katri Suutari
Frauen, Einzel: 50. Platz

### Boxen
- Joni Turunen
Federgewicht: 17. Platz

### Gewichtheben
- Karoliina Lundahl
Frauen, Schwergewicht: DNF

### Judo
- Maarit Kallio
Frauen, Superleichtgewicht: 1. Runde

### Kanu
- Kimmo Latvamäki
Kjaka-Einer, 500 Meter: Halbfinale

### Leichtathletik
- Tommi Hartonen
100 Meter: Vorläufe
200 Meter: Halbfinale

- Valentin Kononen
50 Kilometer Gehen: disqualifiziert

- Mika Polku
Hochsprung: 16. Platz in der Qualifikation

- Toni Huikuri
Hochsprung: 26. Platz in der Qualifikation

- Arsi Harju
Kugelstoßen: Gold

- Timo Aaltonen
Kugelstoßen: 12. Platz

- Ville Tiisanoja
Kugelstoßen: 15. Platz in der Qualifikation

- Olli-Pekka Karjalainen
Hammerwurf: 34. Platz in der Qualifikation

- Aki Parviainen
Speerwurf: 5. Platz

- Harri Haatainen
Speerwurf: 19. Platz in der Qualifikation

- Harri Hakkarainen
Speerwurf: in der Qualifikation ausgeschieden

- Eduard Hämäläinen
Zehnkampf: 24. Platz

- Aki Heikkinen
Zehnkampf: DNF

- Heidi Hannula
Frauen, 100 Meter: Vorläufe
Frauen, 4 × 100 Meter: Halbfinale

- Johanna Manninen
Frauen, 200 Meter: Viertelfinale
Frauen, 4 × 100 Meter: Halbfinale

- Manuela Bosco
Frauen, 100 Meter Hürden: Vorläufe
Frauen, 4 × 100 Meter: Halbfinale

- Sanna Hernesniemi-Kyllönen
Frauen, 4 × 100 Meter: Halbfinale

- Sini Pöyry
Frauen, Hammerwurf: 12. Platz

- Mia Strömmer
Frauen, Hammerwurf: 22. Platz in der Qualifikation

- Mikaela Ingberg
Frauen, Speerwurf: 9. Platz

- Taina Uppa-Kolkkala
Frauen, Speerwurf: 20. Platz in der Qualifikation

- Tiia Hautala
Frauen, Siebenkampf: 8. Platz

- Susanna Rajamäki
Frauen, Siebenkampf: 13. Platz

### Radsport
- Pia Sundstedt
Frauen, Straßenrennen: 21. Platz

- Mira Kasslin
Frauen, Sprint: 11. Platz
Frauen, 500 Meter Zeitfahren: 17. Platz

### Reiten
- Elisabet Ehrnrooth
Dressur, Einzel: 37. Platz

- Heidi Svanborg
Dressur, Einzel: 46. Platz

- Piia Pantsu
Vielseitigkeit, Einzel: DNF

### Rhythmische Sportgymnastik
- Heini Lautala
Einzel: 23. Platz in der Qualifikation

### Ringen
- Tero Katajisto
Fliegengewicht, griechisch-römisch: 18. Platz

- Juha Lappalainen
Leichtgewicht, griechisch-römisch: 14. Platz

- Marko Yli-Hannuksela
Weltergewicht, griechisch-römisch: Bronze

- Marko Asell
Mittelgewicht, griechisch-römisch: 17. Platz

### Schießen
- Juha Hirvi
Luftgewehr: 18. Platz
Kleinkaliber, Dreistellungskampf: Silber 
Kleinkaliber, liegend: 25. Platz

- Pasi Wedman
Laufende Scheibe: 4. Platz

- Raimo Kauppila
Doppel-Trap: 10. Platz

- Timo Laitinen
Skeet: 23. Platz

- Satu Pusila
Frauen, Trap: 13. Platz
Frauen, Doppel-Trap: 17. Platz

- Pia Julin
Frauen, Doppel-Trap: 13. Platz

- Maarit Lepomäki
Frauen, Skeet: 11. Platz

### Schwimmen
- Jere Hård
100 Meter Freistil: 33. Platz
100 Meter Schmetterling: 15. Platz
4 × 100 Meter Lagen: in der Qualifikation disqualifiziert

- Jarno Pihlava
100 Meter Brust: 11. Platz
200 Meter Brust: 34. Platz
4 × 100 Meter Lagen: in der Qualifikation disqualifiziert

- Tero Välimaa
100 Meter Schmetterling: 25. Platz
200 Meter Schmetterling: 34. Platz
4 × 100 Meter Lagen: in der Qualifikation disqualifiziert

- Jani Sievinen
200 Meter Lagen: 8. Platz
400 Meter Lagen: 27. Platz
4 × 100 Meter Lagen: in der Qualifikation disqualifiziert

- Hanna-Maria Seppälä
Frauen, 50 Meter Freistil: 28. Platz
Frauen, 100 Meter Freistil: 18. Platz

- Anu Koivisto
Frauen, 100 Meter Rücken: 23. Platz
Frauen, 200 Meter Rücken: 21. Platz

- Marja Pärssinen-Päivinen
Frauen, 100 Meter Schmetterling: 33. Platz

### Segeln
- Petri Leskinen
470er: 16. Platz

- Kristian Heinilä
470er: 16. Platz

- Roope Suomalainen
Laser: 17. Platz

- Jyrki Järvi
49er: Gold

- Thomas Johanson
49er: Gold

- Jali Mäkilä
Soling: 16. Platz

- Erkki Heinonen
Soling: 16. Platz

- Sami Tamminen
Soling: 16. Platz

- Minna Aalto
Windsurfen: 15. Platz

- Sari Multala
Europe: 5. Platz

### Taekwondo
- Kirsimarja Koskinen
Frauen, Klasse bis 67 Kilogramm: 5. Platz

- Veera Liukkonen
Frauen, Klasse über 67 Kilogramm: 14. Platz

### Wasserspringen
- Jukka Piekkanen
Kunstspringen: 20. Platz

- Joona Puhakka
Kunstspringen: 30. Platz